# Siphonaria funiculata
Siphonaria funiculata är en snäckart som beskrevs av Reeve 1856. Siphonaria funiculata ingår i släktet Siphonaria och familjen Siphonariidae. Inga underarter finns listade i Catalogue of Life.